# مسجد پوترا
مسجد پوترا (مالایی: Masjid Putra؛ جاوی: مسجد ڤوترا‎) مسجد اصلی پوتراجایا، مالزی است که ساخت آن در سال ۱۹۹۷ آغاز شد و دو سال بعد به پایان رسید.
این بنا در میدان پوترا و در مجاورت دریاچهٔ مصنوعی پوتراجایا واقع شده است.
مسجد پوترا با گنبدی از گرانیت صورتی‌رنگ ساخته شده و از سه بخش اصلی نمازخانه، صحن یا حیاط و امکانات آموزشی و اتاق‌های برگزاری مراسم مختلف تشکیل شده است. این مسجد می‌تواند همزمان ۱۵۰۰۰ نمازگزار را در خود جای دهد.
در ۲۵ ژوئن ۱۹۹۹، نخست‌وزیر مهاتیر محمد برای نماز به مسجد پوترا رفت.

## نگارخانه

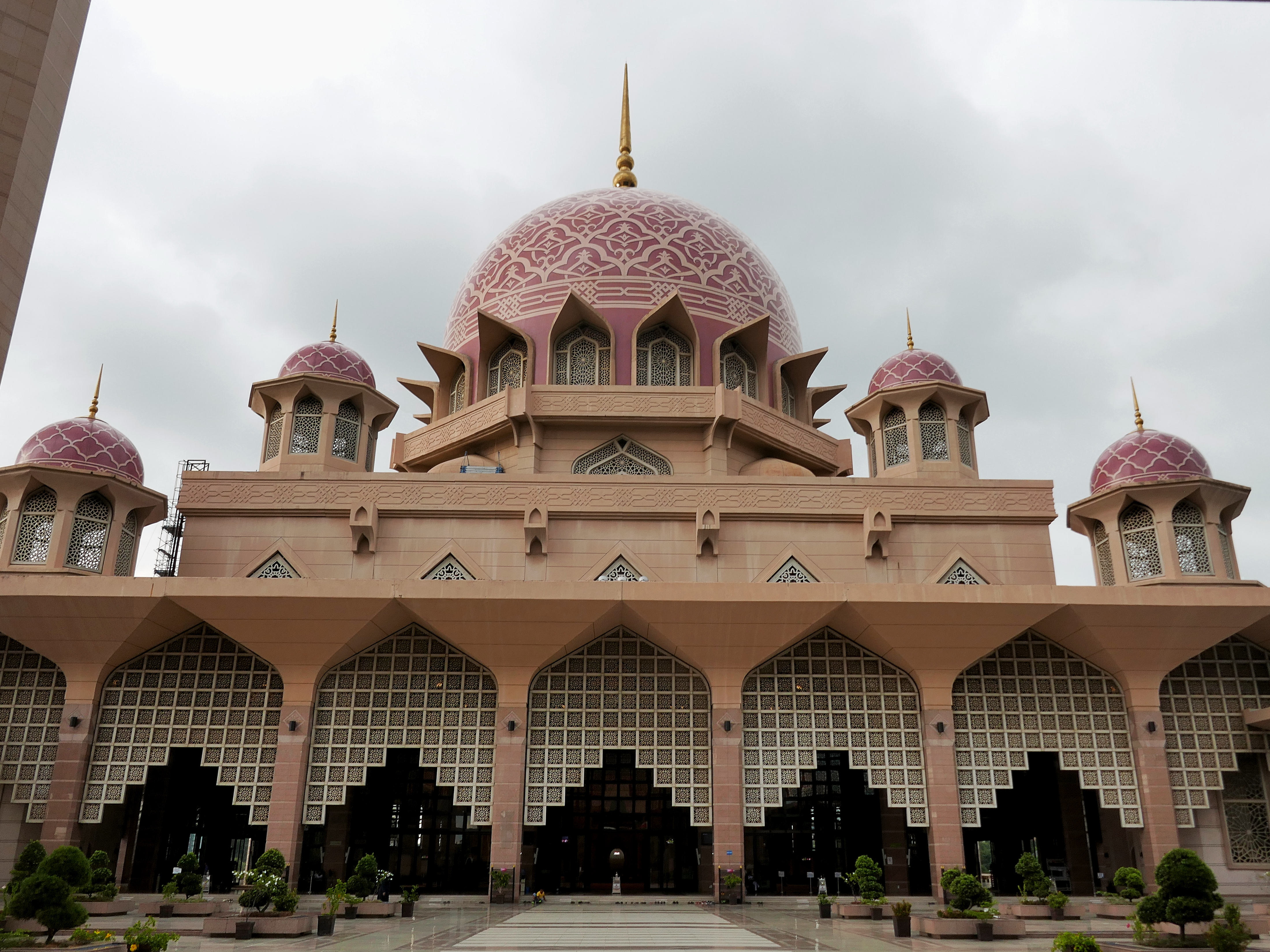
نمازخانه اصلی.
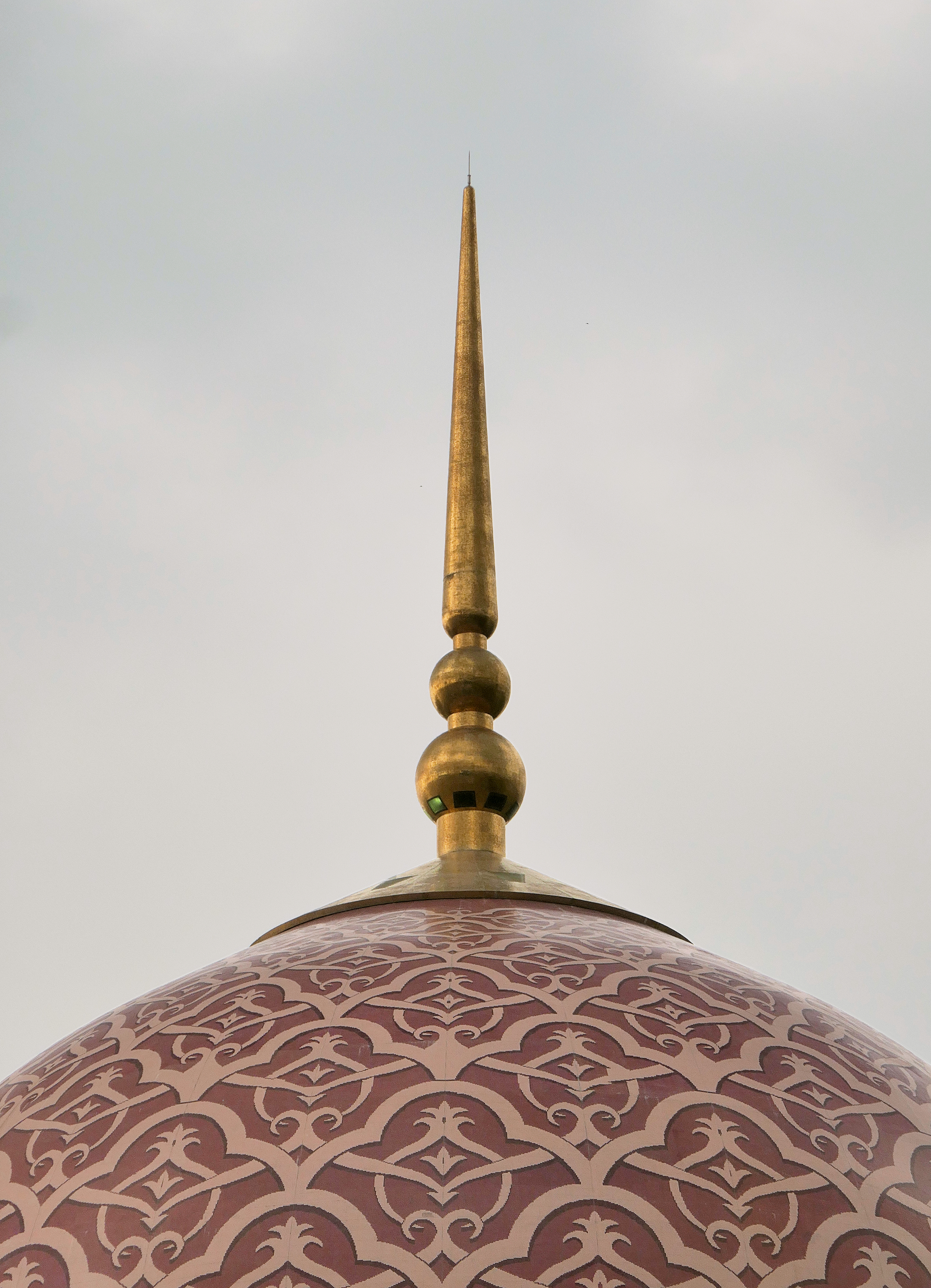
کاشی‌های گرانیتی صورتی و سفید گنبد از ویژگی‌های متمایزکنندهٔ این مسجد است.